# Viscum diospyrosicola
Viscum diospyrosicola är en sandelträdsväxtart som beskrevs av Bunzo Hayata. Viscum diospyrosicola ingår i släktet mistlar, och familjen sandelträdsväxter. Inga underarter finns listade i Catalogue of Life.